# 553. Grenadier-Division
Die 553. Grenadier-Division, später 553. Volksgrenadier-Division, war ein Großverband der Wehrmacht im Zweiten Weltkrieg.

## Geschichte

### Aufstellung
Die Division wurde am 11. Juli 1944 auf dem Truppenübungsplatz Münsingen durch den Wehrkreis V als sogenannte „Sperrdivision“ in der 29. Aufstellungswelle aufgestellt. 

### Nancy
Im August 1944 war die Division noch beim Befehlshaber der Ersatztruppen in der Aufstellung und kam im nächsten Monat nach Nancy zur Heeresgruppe G an die Westfront. Hier wurde sie der 1. Armee unterstellt, welche bis zur Auflösung zu Kriegsende 1945 so blieb.  Im September 1944 kämpfte die Division bei dem Kampf um Nancy und wurde dabei erheblich geschwächt. Am 23. September 1944 wurde der Divisionskommandeur vom Befehlshaber der 1. Armee, General der Panzertruppe Otto von Knobelsdorff, von seinem Kommando abberufen. 
Am 9. Oktober 1944 wurde die Division in die 553. Volksgrenadier-Division umbenannt.

## 553. Volksgrenadier-Division

### Aufstellung durch Umbenennung
Die Umbenennung der 553. Grenadier-Division erfolgte mit dem Befehl die Division auf den Stand einer Division der 32. Aufstellungswelle zu bringen. 

### Vernichtung
Am gleichen Tag wurde die Division in Nancy aufgerieben. Der Rest der Division kam in die Vogesen.

### Wiederaufstellung 1944
Im gleichen Monat erfolgte die Auffrischung. Hierfür wurde u. a. das Festungsinfanterie-Bataillon 1416, das Festungs-MG-Bataillon 51 (als III./1119), das Festungs-MG-Bataillon 56, das Sicherungs-Bataillon 960, das Grenadier-Ersatz- und Ausbildungs-Bataillon 110 (Saargemünd) und das Pionier-Bataillon 243 (als Pionier-Bataillon 1553) herangezogen. Der Division fehlte Mitte November 1944 das gesamte Regiment 1121 und die I./Artillerie-Regiment 1553.

### Vernichtung
Ende des Monats wurde die Division im Unterelsass erneut vernichtet und am 22. November 1944 wurde der Divisionskommandeur Bruhn nahe Strasbourg von französischen Truppen gefangen genommen.

### Wiederaufstellung 1945
Mit Befehl vom 31. Januar 1945 wurde durch den Befehlshaber der Ersatztruppen des Wehrkreises V die Division erneut aufgestellt. Die Aufstellung erfolgte im Zuge der 33. Aufstellungswelle. Aus sogenannten Walküre-Einheiten wurde die Division ergänzt und die Aufstellung sollte eigentlich bis Ende März 1945 dauern, aber bereits zum 20. März 1945 wurde sie zurück an die Front geschickt. 

### Oberrhein
Im April 1945 war sie wieder bei der 1. Armee am Oberrhein. 

### Kapitulation
In Württemberg geriet sie dann in amerikanische Kriegsgefangenschaft.

## Gliederung
Juli 1944
- Grenadier-Regiment 1119 mit zwei Bataillonen
- Grenadier-Regiment 1120 mit zwei Bataillonen
- Grenadier-Regiment 1121 mit zwei Bataillonen
- Artillerie-Regiment 1553 mit vier Abteilungen
- Divisions-Einheiten 1553, u. a. Füsilier-Kompanie 553

November 1944
- Grenadier-Regiment 1119 mit drei Bataillonen
- Grenadier-Regiment 1120 mit zwei Bataillonen
- Artillerie-Regiment 1553 mit drei Abteilungen
- Divisions-Einheiten 1553

## Kommandeure
- Oberst Erich Löhr: von der Aufstellung bis 23. September 1944
- Oberst/Generalmajor Hans Bruhn: vom 23. September 1944 bis 23. November 1944
- Generalmajor Gerhard Hüther: vom 23. November 1944 bis Januar 1945
- Oberst Utz: von Januar 1945 bis zur Auflösung